# アスカルビー

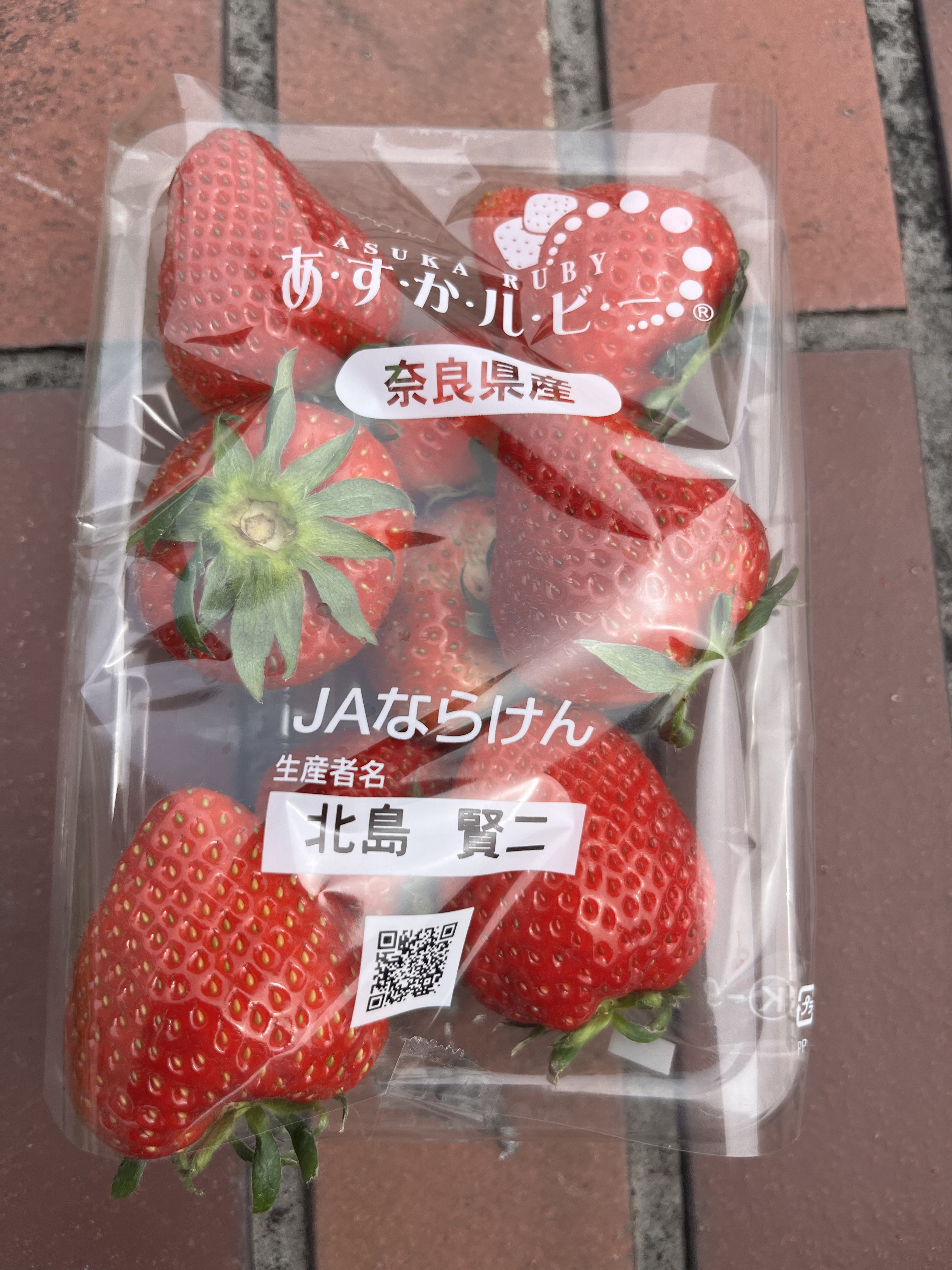

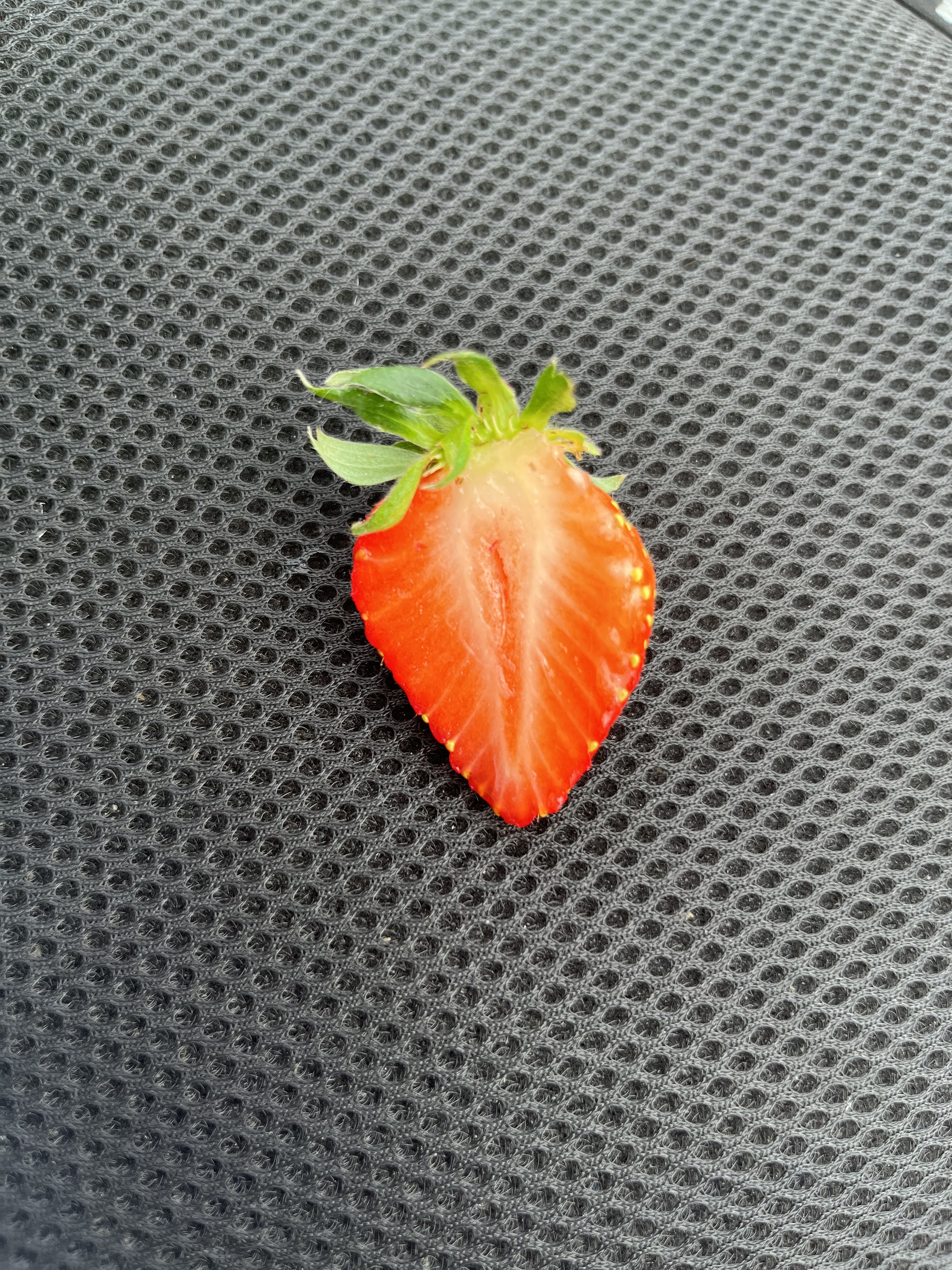

アスカルビーは、日本・奈良県で育成されたイチゴの品種名。商品名としてはあすかルビー。

## 概要
奈良県外には出回ることが少ないため、「幻の苺」とも呼ばれる。
アスカウェイブと女峰を交配した品種で、2000年に品種登録された。
2021年時点での奈良県での作付面積は16ヘクタール、30パーセントと、古都華と並んで奈良県では最も栽培されている品種の1つである。

## 特徴
粒が大きく、円錐形で丸みのある外観をしている。果皮はツヤのある赤色でルビーの名前の由来にもなっており、果肉も赤みを帯びる。
果肉は少しかためだが、果汁は多く、甘みと酸味のバランスが良いのが特徴。
12月頃から翌年5月頃に収穫される。